# 123

123(백이십삼)은 122보다 크고 124보다 작은 자연수다.

## 수학
- 합성수로, 그 약수는 1, 3, 41, 123이다. 진약수의 합은 45이므로, 123은 부족수다.
  - 42번째 반소수다. 앞의 반소수는 122, 다음 반소수는 129다.
- 10번째 뤼카 수이자, 가장 작은 세 자리 뤼카 수다. 앞의 뤼카 수는 76, 다음은 199다.
- {\displaystyle 40^{2}-1}은 123으로 나누어떨어진다.

## 과학
- 운비트륨(Ubt)의 원소 번호.
- NGC 123: 고래자리 방향에 있는 천체(유형 미확인).

## 교통

### 항공
- 일본항공 123편 추락 사고 (1985년)

### 철도
- 일본국유철도 123계 전동차(일본어판)
- 수도권 전철 1호선 회기역의 역번호.
- 부산 도시철도 1호선 연산역의 역번호.
- 대구 도시철도 1호선 서부정류장역의 역번호.

### 도로
- 고속도로 및 국도
  - 유럽 고속도로 123호선: 러시아 첼랴빈스크에서 타지키스탄 판지포욘까지 이어지는 유럽 고속도로.
  - 일본 123번 국도: 도치기현 우쓰노미야시에서 이바라키현 미토시까지 이어지는 일본의 국도. 일본 수도권 최외곽을 동서로 가로지르는 도로다.
- 기타 도로
  - 현도 제123호선

## 군사
- U-123: 독일의 군용 잠수함. 제1차 세계 대전에 사용된 1918년제 모델(영어판)과 제2차 세계 대전에 사용된 1940년제 모델(영어판)이 있다.

## 문화유산
- 대한민국의 국보 제123호: 익산 왕궁리 오층석탑 사리장엄구
- 대한민국의 보물 제123호: 경주 보문사지 당간지주
- 대한민국의 사적 제123호: 창경궁

## 방송
- 스카이라이프의 이벤트TV 채널 번호.
- 지니 TV의 K-바둑 채널 번호.
- B tv의 UMAX 채널 번호.
- U+ TV의 MX 채널 번호.
- LG헬로비전의 한국낚시방송 채널 번호.

## 스포츠
- 123 병살: 야구에서 투수→포수→1루수의 순서로 공이 움직여 이루어지는 병살.

## 기타
- 날짜: 1월 23일, 12월 3일
- 연도: 123년, 기원전 123년
- 대한민국의 전기 고장 신고 전화번호.
- 롯데월드타워의 지상층수는 123층이다.
- 로터스 1-2-3
- 황금날개 123